# Commissari tecnici della nazionale maschile di calcio dell'Inghilterra

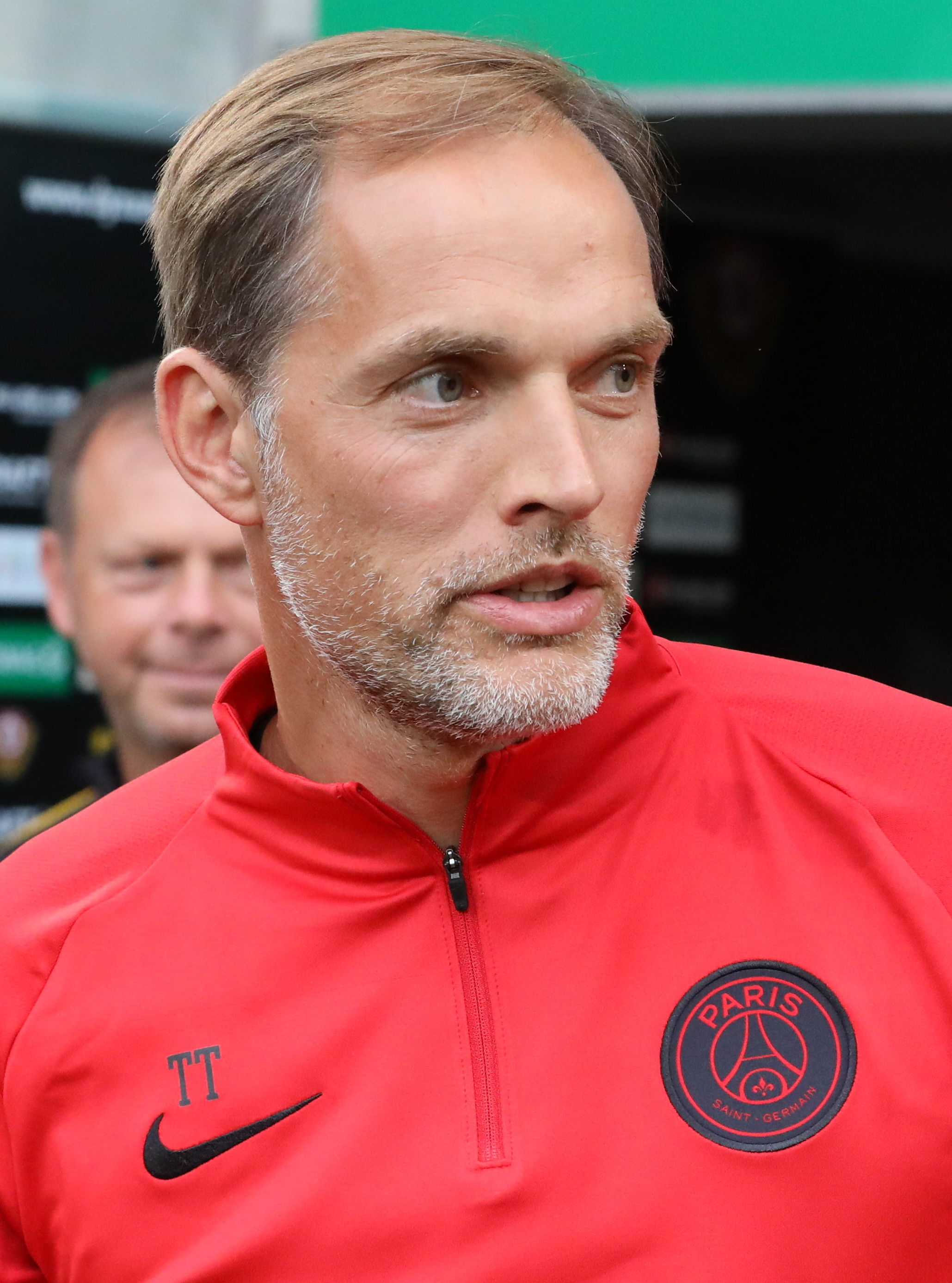
Thomas Tuchel, commissario tecnico della nazionale di calcio inglese dal 2025

Questo è un elenco dei commissari tecnici della nazionale di calcio dell'Inghilterra.

## Elenco cronologico
| Immagine | Commissario tecnico              | Mandato   | M   | V  | P  | S  | V%     | Grandi competizioni |
| -------- | -------------------------------- | --------- | --- | -- | -- | -- | ------ | --- |
|          | Walter Winterbottom              | 1946–1962 | 139 | 78 | 33 | 28 | 56,1   | Coppa del mondo 1950 – Fase a gironi Coppa del mondo 1954 – Quarti di finale Coppa del mondo 1958 – Spareggi di gruppo Euro 1960 – Non è entrato Coppa del mondo 1962 – Quarti di finale               |
|          | Alf Ramsey                       | 1963–1974 | 113 | 69 | 27 | 17 | 61,1   | Euro 1964 – Non si è qualificato Coppa del mondo 1966 – Campioni Euro 1968 – 3° posto Coppa del mondo 1970 – Quarti di finale Euro 1972 – Quarti di finale Coppa del mondo 1974 – Non si è qualificato |
|          | Joe Mercer (ad interim)          | 1974      | 7   | 3  | 3  | 1  | 42,9   | N.D. |
|          | Don Revie                        | 1974–1977 | 29  | 14 | 8  | 7  | 48,3   | Euro 1976 – Non qualificata |
|          | Ron Greenwood                    | 1977–1982 | 55  | 33 | 12 | 10 | 60,0   | Coppa del mondo 1978 – Non si è qualificato Euro 1980 – Fase a gironi Coppa del mondo 1982 – 2° Quarti di finale                                                                                       |
|          | Bobby Robson                     | 1982–1990 | 95  | 47 | 30 | 18 | 49,5   | Euro 1984 – Non si è qualificato Coppa del mondo 1986 – Quarti di finale Euro 1988 – Fase a gironi Coppa del mondo 1990 – 4º posto                                                                     |
|          | Graham Taylor                    | 1990–1993 | 38  | 18 | 13 | 7  | 47,4   | Euro 1992 – Fase a gironi Coppa del mondo 1994 – Non si è qualificato |
|          | Terry Venables                   | 1994–1996 | 23  | 11 | 11 | 1  | 47,8   | Euro 1996 – Semifinale |
|          | Glenn Hoddle                     | 1996–1999 | 28  | 17 | 6  | 5  | 60,7   | Coppa del mondo 1998 – Girone di 16 |
|          | Howard Wilkinson (ad interim)    | 1999      | 1   | 0  | 0  | 1  | &0,0   | N.D. |
|          | Kevin Keegan                     | 1999–2000 | 18  | 7  | 7  | 4  | 38,9   | Euro 2000 – Fase a gironi |
|          | Howard Wilkinson (ad interim)    | 2000      | 1   | 0  | 1  | 0  | &0,0   | N.D. |
|          | Peter Thomas Taylor (ad interim) | 2000      | 1   | 0  | 0  | 1  | &0,0   | N.D. |
|          | Sven-Göran Eriksson              | 2001–2006 | 67  | 40 | 17 | 10 | 59,7   | Coppa del mondo 2002 – Quarti di finale Euro 2004 – Quarti di finale Coppa del mondo 2006 – Quarti di finale                                                                                           |
|          | Steve McClaren                   | 2006–2007 | 18  | 9  | 4  | 5  | 50,0   | Euro 2008 – Non si è qualificato |
|          | Fabio Capello                    | 2008–2012 | 42  | 28 | 8  | 6  | 66,7   | Coppa del mondo 2010 – Girone di 16 |
|          | Stuart Pearce (ad interim)       | 2012      | 1   | 0  | 0  | 1  | &0,0   | N.D. |
|          | Roy Hodgson                      | 2012–2016 | 56  | 33 | 15 | 8  | 58,9   | Euro 2012 – Quarti di finale Coppa del mondo 2014 – Fase a gironi Euro 2016 – Girone di 16 |
|          | Sam Allardyce                    | 2016      | 1   | 1  | 0  | 0  | 100,0& | N.D. |
|          | Gareth Southgate                 | 2016-2024 | 102 | 64 | 20 | 18 | 62,7   | Coppa del mondo 2018 – 4º posto Euro 2020 – Secondo classificato (2º posto) Coppa del mondo 2022 – Quarti di finale Euro 2024 – Secondo classificato (2º posto)                                        |
|          | Lee Carsley (ad interim)         | 2024-2025 | 0   | 0  | 0  | 0  | —      | N.D. |
|          | Thomas Tuchel                    | dal 2025  | 4   | 3  | 0  | 1  | 75,0   | |